# Klubbmiddag
Klubbmiddag (engelska: Be Big) är en amerikansk komedifilm med Helan och Halvan från 1931 regisserad av James W. Horne.

## Handling
Helan och Halvan med fruar är förberedda för att åka på semester till Atlantic City, när det plötsligt ringer i telefonen hos Helan. Det är Helans vän Cookie och några kompisar som uppmanar honom att delta på en svensexa. Helan försöker tacka nej, men Cookie uppmanar honom att delta ändå.
För att delta måste Helan låtsas som att han är sjuk, vilket innebär att fruarna får resa själva och att Halvan får vara hemma och "ta hand om" Helan. I själva verket försöker de klä på sig matchande festkläder som Cookie, men något går snett. Det dröjer inte länge förrän sanningen avslöjas.

## Om filmen
Delar av handlingen kom att återanvändas i duons senare långfilm Följ med oss till Honolulu som utkom 1933.
Denna film, tillsammans med Störd husfrid spelades samtidigt in i versioner på spanska och franska, då filmdubbningen ännu inte var färdigutvecklad. Den spanska versionen fick titeln Los Calaveras och den franska versionen Les Carottiers. Helan och Halvan läste själva in sina repliker på båda språken. Båda versionerna finns bevarade i helhet och har givits ut på DVD.

### Svensk distribution
Filmen hade svensk biopremiär den 7 november 1932 på biograferna Piccadilly och Rialto i Stockholm och ingick i ett kortfilmsprogram med titeln Vänner i vått och torrt. I kortfilmsprogrammet ingick två andra kortfilmer med duon; Festprissar från 1930 och Störd husfrid från 1931.
Filmen visades som separat kortfilm i Sverige första gången den 18 december 1933 på biografen London i Stockholm, denna gång med titeln Klubbmiddag. Vid senare nypremiärer har filmen även haft titeln Den inbillningssjuke.

## Rollista (i urval)
- Stan Laurel – Stan (Halvan)
- Oliver Hardy – Ollie (Helan)
- Isabelle Keith – mrs. Hardy
- Anita Garvin – mrs. Laurel
- Baldwin Cooke – Cookie
- Jack Hill – man på järnvägsstation
- Chet Brandenburg – chaufför
- Charlie Hall – springpojke[2]